# Tulette
Tulette ist eine französische Gemeinde mit 2001 Einwohnern (Stand 1. Januar 2022) im Département Drôme in der Region Auvergne-Rhône-Alpes; sie gehört zum Arrondissement Nyons und zum Kanton Grignan.

## Geografie
Der Ort liegt ganz im Süden der Region Rhône-Alpes an der Grenze zur Region Provence-Alpes-Côte d’Azur und wird von der Eygues durchflossen.
Nachbargemeinden von Tulette sind Visan (Vaucluse) im Norden, Saint-Maurice-sur-Eygues im Osten, Buisson (Vaucluse) im Südosten, Saint-Roman-de-Malegarde (Vaucluse) im Süden, Sainte-Cécile-les-Vignes (Vaucluse) im Südwesten, Suze-la-Rousse im Westen und Bouchet im Nordwesten.

## Bevölkerungsentwicklung
| Jahr                       | 1962 | 1968 | 1975 | 1982 | 1990 | 1999 | 2009 | 2016 |
| Einwohner                  | 1331 | 1402 | 1440 | 1507 | 1575 | 1707 | 1915 | 1976 |
| Quellen: Cassini und INSEE |      |      |      |      |      |      |      |      |

## Weinbau
Die Gemeinde hat Anteil am Weinbaugebiet Côtes du Rhône und darf ihre Weine unter der Herkunftsbezeichnung Côtes du Rhône AOC und Côtes du Rhône Villages AOC vermarkten.

## Sehenswürdigkeiten
- Kirche Saint-Pierre und südlich angrenzende Priorei
- Renaissance-Fassaden und -Treppen, darunter zwei als Monument historique klassifiziert
- Kapelle Notre-Dame du Roure (10. Jahrhundert)
- Stadtmauer (Ende 14. Jahrhundert fertiggestellt)
- Ruinen der Kapelle Saint-Léger
- gallo-römische Ruinen

## Persönlichkeiten
- Giuliano della Rovere (1443–1513), Prior von Saint-Saturnin du Port, Prince de Tulette, Papst Julius II.

## Partnergemeinde
- Bastogne (Belgien)